# モンローのような女
『モンローのような女』（モンローのようなおんな）は、1964年公開の日本映画。
配給は松竹。95分、カラー。真理明美の映画デビュー作。

## スタッフ
- 監督：渋谷実
- 製作：白井昌夫
- 原作：舟橋聖一　『モンローのような女』（文藝春秋新社）1964年
- 脚色：白坂依志夫、渋谷実
- 撮影：長岡博之
- 音楽：黛敏郎
- 美術：浜田辰雄
- 照明：小泉喜代司
- 録音：大村三郎
- 編集：杉原よ志
- スチール：長谷川宗平

## キャスト
- 真理明美 - いち子
- 佐田啓二 - 水口
- 千之赫子 - まさ枝
- 森光子 - お鈴
- 笠智衆 - 源四郎
- 賀原夏子 -お浅
- 山本圭 - 孝太郎
- 中原早苗 - 滝ユリ
- 川津祐介 - 森本
- 加藤武 - 蜂屋
- 三上真一郎 - 吉村
- 長門勇 - 新庄
- 宝みつ子 - モデル
- 国景子 - モデル
- 春川ますみ - モデル

## 同時上映
- 『続・拝啓天皇陛下様』

## 映像ソフト
- 2012年5月22日、ケイメディアから「松竹新三羽烏傑作集 佐田啓二ベストセレクション」の一環として、DVDが発売された。